# مقعد بسته
مقعد بدون سوراخ یا ناهنجاری‌های آنورکتال (ARMs) نقایص مادرزادی هستند که در آن رکتوم ناهنجار است. مقعد بسته طیفی از ناهنجاری‌های مادرزادی مختلف‌اند که از ضایعات نسبتاً جزئی تا ناهنجاری‌های پیچیده متفاوت هستند. علت این نقص ناشناخته است. اساس ژنتیکی این ناهنجاری‌ها به دلیل تنوع آناتومیکی آنها بسیار پیچیده است. در ۸ درصد بیماران، فاکتورهای ژنتیکی به وضوح با ناهنجاری مرتبط هستند. ناهنجاری آنورکتال در سندرم کورارینو نشان دهنده تنها ارتباطی است که ژن HLXB9 برای آن شناسایی شده است.